# Gökçen Denkel
Ayşe Gökçen Denkel Zop (ur. 2 sierpnia 1985 w Stambule w Turcji) – turecka siatkarka, grająca na pozycji środkowej. Od sezonu 2015/2016 występuje w drużynie Nilüfer Bursa.

## Sukcesy
Mistrzostwo Turcji:
- 2003, 2006, 2007, 2008, 2015
- 2009, 2014
- 2004, 2005, 2010, 2013

Puchar Turcji:
- 2003, 2009, 2011, 2015

Puchar CEV:
- 2014
- 2013